# 로얄 어페어
《로얄 어페어》(A Royal Affair, 덴마크어:En kongelig affære 엔 콩엘리 아페레)는 2012년 개봉한 덴마크의 드라마 영화이다. 니콜라이 아르셀이 연출했다.
이 영화는 제62회 베를린국제영화제에서 은곰상 2개 부문을 수상했고, 제85회 아카데미 시상식에서는 아카데미 외국어영화상 후보에 올랐다. 제70회 골든글로브 시상식 외국어영화상 후보에도 올랐다.

## 줄거리
18세기 덴마크 왕실을 배경으로, 정신 질환을 앓는 크리스티안 7세 왕과 그의 아내 캐롤라인 마틸다 왕비, 그리고 왕의 주치의 요한 프리드리히 스트루엔세의 이야기가 펼쳐진다. 영국에서 온 왕비 캐롤라인은 예술과 교육에 대한 열정을 품고 있지만, 덴마크에서는 그녀의 책들이 금서로 지정되어 좌절한다. 왕과의 불행한 결혼 생활 중 스트루엔세가 왕의 주치의로 임명되고, 계몽주의 사상에 깊이 영향을 받은 그는 왕의 총애를 받으며 점차 왕실 내에서 영향력을 키운다.
스트루엔세는 왕을 통해 자신의 진보적인 사상을 담은 개혁들을 추진하며 덴마크 사회에 변화를 가져온다. 캐롤라인 왕비는 스트루엔세와 함께 서로의 이상을 공유하며 사랑에 빠지고 불륜 관계를 맺는다. 왕비의 임신 사실을 숨기기 위해 왕과 다시 잠자리를 하는 척하고, 그 결과로 태어난 딸은 왕의 딸로 알려진다. 스트루엔세는 왕실 자문관이 되어 실질적인 덴마크의 지도자가 되지만, 그의 급진적인 개혁에 귀족들과 백성들의 불만이 커진다.
왕비의 시어머니와 주요 정치가들은 스트루엔세와 캐롤라인의 관계를 알아차리고, 왕을 속여 두 사람을 제거하려는 음모를 꾸민다. 결국 스트루엔세는 반역죄로 사형당하고 왕비는 추방된다. 영화는 추방된 왕비가 아이들에게 편지를 쓰는 장면으로 돌아오고, 그녀의 죽음 이후 왕비의 편지를 읽은 아들과 딸은 어머니의 뜻을 이어받아 덴마크를 개혁한다.

## 캐스팅
- 마스 미켈센 - 요한 프리드리히 슈트루엔제
- 알리시아 비칸데르 -카롤리네 마틸다
- 미켈 푈스고르 - 크리스티안 7세
- 다비드 덴시크 - 오베 회그굴드베르
- 쇠렌 말링 - 하르트만(Hartmann)
- 트리네 뒤르홀름 - 율리아네 폰 브라운슈바이크볼펜뷔텔
- 빌리암 옝크 니엘센(William Jøhnk Nielsen) - 프레데리크 6세
- 쉬론 비요른 멜빌레 - 에네볼트 브란트
- 로살린데 뮌스테르 (Rosalinde Mynster) -나타샤
- 라우라 브로(Laura Bro) - 루이제 폰 플레슨
- 벤트 메이딩 - J.H.E. 베른슈토르프
- 토마스 W. 가브리엘손 - 샤크 칼 란차우
- 쇠렌 스판닝 - 뮌스터(Münster)
- 욘 마르티누스(John Martinus) - 디틀레우 레우엔틀로프
- 에리카 군테로바(Erika Guntherová) - 시녀
- 해리엇 월터 - 작센고타 공녀 아우구스타
- 클라우스 탕에 - 장관